# Liste von Größenordnungen der Äquivalentdosis
Dies ist eine Zusammenstellung von Äquivalentdosen ionisierender Strahlung zu Vergleichszwecken. Die Angaben sind oft als „typische Werte“ zu verstehen; die umgerechneten Werte sind gerundet.
Wenn kein Zeitraum angegeben ist, handelt es sich um kurzzeitige Bestrahlungen, also Zufuhr der genannten Dosis innerhalb höchstens einiger Stunden. Bei Verteilung der gleichen Dosis über längere Zeit setzen biologische Heilungsvorgänge schon während der Bestrahlung ein, so dass die Auswirkungen geringer sind.
Grundeinheit der Äquivalentdosis H im internationalen Einheitensystem ist das Sievert (Einheitenzeichen Sv). Die Äquivalentdosis ist nicht mit der Energiedosis D (Einheit: Gray, Gy), der Organdosis, der Äquivalentdosisleistung (Äquivalentdosis pro Zeit) oder der Aktivität A (Einheit: Becquerel, Bq) zu verwechseln.

## Bis 1 µSv
- 0,04 µSv stündliche Belastung durch kosmische Strahlung. Wert stark von der Höhe über dem Meeresspiegel abhängig.[1]
- 0,07 µSv durchschnittliche stündliche Strahlendosis durch natürliche Strahlung[1]
- 0,15 µSv maximale, und auf eine Stunde bezogene Dosis für einen Fötus bis zur Geburt[2]
- 0,34 µSv durchschnittliche Dosis und im Mittel pro Stunde eines Europäers (inkl. technischer und medizinischer Anwendungen)[1]
- 0,4 µSv mittlere stündliche Äquivalentdosis Zufolge der natürlichen Strahlenbelastung inklusive der dominanten Radonbelastung.[3]
- 0,69 µSv stündliche Dosis für minderjährige Auszubildende in exponierten Berufen[4]

## 1 µSv bis 10 µSv
- 1 µSv maximal erlaubte stündliche Dosis in 10 cm Entfernung von einem Röhrenbildschirm[5]
- 1,14 µSv maximale stündliche Dosis für strahlenexponierte Arbeitnehmer, addiert über das gesamten Berufsleben (40 Jahre), in Europa[2]
- 2,2 µSv maximale Dosis für strahlenexponierte Arbeitnehmer pro Stunde in Europa[4], maximale Dosis für deutsche Feuerwehrangehörige im Einsatz zum Schutz der Umwelt oder von Sachgütern[6]
- 5 µSv Kieferröntgen[7]
- 5,7 µSv maximale Dosis für strahlenexponierte Arbeitnehmer pro Stunde in den USA

## 10 µSv bis 100 µSv
- 20 µSv stündliche Dosis am Strand von Guarapari in Brasilien (höchste natürliche Strahlenbelastung)[8]
- 20 µSv Lungenröntgen (frontal)[9]
- 80 µSv Transatlantikflug[7]

## 1 mSv bis 10 mSv
- 2 mSv Schädel-Computertomographie[9]

## 10 mSv bis 100 mSv
- 10 mSv Abdomen-/Becken-Computertomographie[9]
- 15 mSv Einsatzdosis für einen österreichischen Feuerwehrmann[2]

## 100 mSv bis 1 Sv
- 100 mSv Lebensrettungsdosis (max. 1-mal pro Jahr; beim Einsatz zur Lebensrettung von Personen) für einen österreichischen Feuerwehrmann[2] und für deutsche Feuerwehrangehörige[6]
- 200 mSv Dosis, ab der akute Strahlenschäden (z. B. Veränderungen des Blutbildes) entstehen[10]
- 250 mSv Katastrophendosis (max. 1-mal im Leben; im Katastrophenfall) für einen österreichischen Feuerwehrmann[2] und für deutsche Feuerwehrangehörige[6]
- 500 mSv Dosis, bis zu der keine akuten subjektiven Beschwerden eintreten.[10]

## 1 Sv bis 10 Sv
- 1 Sv Dosis in 2 km Entfernung von der Hiroshima-Atombombe; akute Strahlenkrankheit, Langzeitschäden, <10 % Sterblichkeit nach 30 Tagen[11]
- 2 Sv Dosis in 1,5 km Entfernung von der Hiroshima-Atombombe; akute Strahlenkrankheit, Langzeitschäden, 20 % Sterblichkeit nach 30 Tagen[11]
- 5 Sv Dosis, die für 50 % der Exponierten binnen 30 Tagen tödlich ist (LD50)[7]
- 6 Sv Dosis, ab der (fast) alle Patienten binnen 14 Tagen sterben[10]

## 10 Sv bis 100 Sv
- 13 Sv maximale Dosis, der Arbeiter bei der Katastrophe von Tschernobyl ausgesetzt waren[11]
- 80 Sv Dosis, die zum sofortigen Tod führt[10]